# Austrachipteria grandis
Austrachipteria grandis är en kvalsterart som först beskrevs av Hammer 1967.  Austrachipteria grandis ingår i släktet Austrachipteria och familjen Austrachipteriidae. Inga underarter finns listade.